# یو اوکوبو
یو اوکوبو (ژاپنی: 大久保 優؛ زادهٔ ۱۷ مهٔ ۱۹۹۷) یک بازیکن فوتبال اهل ژاپن است.
از باشگاه‌هایی که در آن بازی کرده‌است می‌توان به باشگاه فوتبال گاینار توتوری اشاره کرد.